# نور الدين مي قوانج جيانج
حاجي نور الدين مي قوانقجيانق (بالصينية: 哈吉•努倫丁•米廣江، بالإنكليزية: Haji Noor Deen Mi Guangjiang، حاجي معناها الحاجّ) هو خطّاط صيني، اشتهر بالخط الصيني (أحد الخطوط العربية)، ولد عام 1963 في مقاطعة شانغدونغ (الصين)، تخرج مي جوانج جيانج، نائب عميد أكاديمية مقاطعة خنان للرسم والخط العربي، من مدرسة الخط العربي المصري والفنون الجميلة. ويعتبر خطاط صيني مشهور اشتُهر بتخطيطه الفريد للغة العربية تم جمع أعماله وعرضها في متاحف مشهورة عالمياً مثل المتحف البريطاني، ومتحف الفن الآسيوي في سان فرانسيسكو، ومتحف هارفارد للفنون. يدمج العمل بذكاء فن الخط العربي وفن الخط الصيني، مما يجلب الفن الثقافي الإسلامي والأفكار التقليدية للجمهور. في عام 2005، تم جمع عمل «أسماء الله الحسنى» وعرضه بشكل دائم في المتحف البريطاني. فازت في عام 2016 بالجائزة الاقتصادية الإسلامية عن فئة «الفنون الإسلامية والفن والتصميم»
يُعتبرُ الخطاط الصيني المسلم الحاج نورالدين مي قوانج جيانج -ولد في العام 1963م / معاصر-، أول مبتكر لأسلوب الكتابة العربية بالحروف الصينية.

## المؤهلات الدراسية
وهو الصيني الذي طلب العلم في بلاد العرب، حيث قدِمَ لمصر ونال إجازة في فن الخط في العام 1997م بعد عدة سنوات من الدراسة لأصوله وقواعده، عاد للصين ليحاضر في جامعة تشنغتشو الإسلامية وفيها أسس فصلًا للخط العربي وإليه انتسب أكثر من 600 طالب بالحضور والمراسلة من مختلف مناطق الصين، ولنور الدين براعةٌ في إلقاء المحاضرات وعبقرية بفن الخط العربي مما جلبت له الكثير من الدعوات ليحاضر في جامعات شتى منها جامعة كامبريدج وكاليفورينا وغيرها.

## انجازاتة واعماله
اقتنيت أعماله في كثيرٍ من المتاحف العالمية وقدم العديد من ورش العمل في مختلف دول العالم، ويعد متحف سان فرانسيسكو للفن الآسيوي من أهم المتاحف التي اقتنت أعمال نورالدين وكذلك المتحف الوطني الاستكلندي والمتحف البريطاني في لندن والذي اقتنى أشهر لوحاته منها لوحة أسماء الله الحسنى، أما ورش العمل التي قدمها فإنها جابت الأرض بدءًا من العالم العربي وحتى الولايات المتحدة الأمريكية، وله مشاركات شبه منتظمة في عدد من المعارض الدولية.
في العام 2008م قصد إسطنبول ليتعمق أكثر في فن الخط العربي على يدي الأستاذين حسن چلبي وداود بكتاش، وبذلك يكون أول صيني يدرس الخط العربي عندهما ويبرع فيه وفقًا لأصوله، بالإضافة لإسهاماته الكثيرة في ابتكار اللوحات العربية بالحرف الصيني وإجادته للخط الكوفي.